# Тальма-Тешуб
Тальма-Тешуб (Талмі-Тешшуб, Тальма-Тессуп) (*д/н — бл. 1190 до н. е.) — цар міста-держави Каркемиш у 1220—1190 роках до н. е.

## Життєпис
Походив з Хетської династії. Син царя Іні-Тешуба I. Посів трон близько 1220 року до н. е. На початку мусив протистояти ассирійським вторгненням. Тому не зміг виконати наказ великого царя хетів покарати бунтівного угаритського володаря Ібірану VI. Лише відбивши напад виступив проти Угариту, поваливши останнього.
З послабленням Хетської держави за часів Курунти став поступово ставати все більш самостійним. Цьому сприяв додатковий статус хетського намісника (кардаббу) в Сирії та Фінікії.
Близько 1209 року до н. е допоміг Суппілуліумі II на троні великого царя хетів. Невдовзі уклав з останнім угоду, за якою отримав ще більше самостійності. До кінця століття виступив проти Аммурапі III, царя Угариту, що не надав харчі та спорядження для походу великого царя хетів на Аласію. Водночас скористався кризою в Ассирії для зміцнення свого становище у Приєвфратті. Було укладено союз з Адад-шум-уцуром, царем Вавилонії.
Втім на початку 1190-х років до н. е. стикнувся зі вторгненням племен «народів моря», внаслідок чого хетські володіння в Сирії сплюндрували. Разом з тим мав якість конфлікт з містом Емар, що напевне намагалося здобути самостійність. Але цьому запобіг Тальма-Тешуб. Можливо, сам Тальма-Тешуб загинув близько 1190 року до н. е. в боротьбі з цими нападниками. Йому спадкував син Кузі-Тешуб.